# Episodi di Paf il cane
Gli episodi di Paf il cane sono stati trasmessi in Belgio su La Trois dal 3 aprile 2017 e In Italia dall'11 settembre 2017 su Boomerang e su Rai Gulp e in Francia dal 6 al 13 novembre 2017 su Télétoon+.

## Episodi
| n° BEL | n° ITA | Titolo originale             | Titolo italiano                   | Prima TV Belgio | Prima TV Francia | Prima TV Italia   |
| ------ | ------ | ---------------------------- | --------------------------------- | --------------- | ---------------- | ----------------- |
| 1      | 2      | Cave-pat                     | Speleo-Paf                        | 3 aprile 2017   | 6 novembre 2017  | 11 settembre 2017 |
| 2      | 3      | Vide grenier                 | Il Mercatino                      | 4 aprile 2017   | 6 novembre 2017  | 11 settembre 2017 |
| 3      | 4      | La Chenille                  | SOS Bruco                         | 5 aprile 2017   | 6 novembre 2017  | 11 settembre 2017 |
| 4      | 5      | Paf ramène sa fraise         | Pasticcio alla fragola            | 6 aprile 2017   | 6 novembre 2017  | 12 settembre 2017 |
| 5      | 6      | Attraction pas réciproque    | Il parco dei divertimenti di Lola | 7 aprile 2017   | 6 novembre 2017  | 12 settembre 2017 |
| 6      | 7      | Panique au véto              | Panico dal veterinario            | 10 aprile 2017  | 6 novembre 2017  | 12 settembre 2017 |
| 7      |        | Chat sur la ville            |                                   | 11 aprile 2017  | 6 novembre 2017  | 13 settembre 2017 |
| 8      | 11     | Haute surveillance           | Assedio a Fort-Salsiccia          | 12 aprile 2017  | 6 novembre 2017  | 13 settembre 2017 |
| 9      | 13     | Paf monte la garde           | Attenti a Paf!                    | 13 aprile 2017  | 6 novembre 2017  | 13 settembre 2017 |
| 10     | 18     | Le malade imaginaire         | I malati immaginari               | 14 aprile 2017  | 6 novembre 2017  | 14 settembre 2017 |
| 11     | 19     | Mille sabords                | All'arrembaggio                   | 6 aprile 2017   | 7 novembre 2017  | 14 settembre 2017 |
| 12     | 21     | Piegeonnosaurus Rex          | Jurassic Paf                      | 25 maggio 2017  | 7 novembre 2017  | 14 settembre 2017 |
| 13     | 35     | Œufs de Pâques               | Le uova di Pasqua                 | 17 aprile 2017  | 7 novembre 2017  | 15 settembre 2017 |
| 14     | 9      | Ennemi invisible             | Nemico invisibile                 | 11 luglio 2017  | 7 novembre 2017  | 15 settembre 2017 |
| 15     | 12     | Massage à tabac              | Panico al salone di bellezza      | 12 luglio 2017  | 7 novembre 2017  | 15 settembre 2017 |
| 16     |        | Un pique-nique de tous repos |                                   | 12 luglio 2017  | 9 novembre 2017  | 16 settembre 2017 |
| 17     | 16     | LOLastronaute                | Lola e Paf nello spazio           | 13 luglio 2017  | 8 novembre 2017  | 16 settembre 2017 |
| 18     | 17     | Méga gonflé                  | Buon compleanno Paf!              | 13 luglio 2017  | 7 novembre 2017  | 16 settembre 2017 |
| 19     |        | Meilleur ennemi              |                                   | 14 luglio 2017  | 8 novembre 2017  | 17 settembre 2017 |
| 20     | 22     | Projet camping sauvage       | Un tranquillo campeggio           | 14 luglio 2017  | 7 novembre 2017  | 17 settembre 2017 |
| 21     | 23     | Paf contre le Titan          | Paf contro Colosso                | 17 luglio 2017  | 8 novembre 2017  |                   |
| 22     | 25     | Maison abandonnée            | La casa stregata                  | 17 luglio 2017  | 8 novembre 2017  |                   |
| 23     | 27     | L’imprimante 3D              | La stampante 3D                   | 18 luglio 2017  | 7 novembre 2017  |                   |
| 24     | 54     | Museau au musée              | Guai al museo                     | 18 luglio 2017  | 8 novembre 2017  |                   |
| 25     | 30     | La tour infernale            | Tutti al cantiere                 | 19 luglio 2017  | 7 novembre 2017  |                   |
| 26     | 32     | Effet Halloween              | Dolcetto o scherzetto?            | 29 ottobre 2017 | 9 novembre 2017  |                   |
| 27     | 34     | Le vrai Paf                  | Doppio Paf                        | 19 luglio 2017  | 9 novembre 2017  |                   |
| 28     | 37     | La rançon                    | Il rapimento                      | 20 luglio 2017  | 8 novembre 2017  |                   |
| 29     | 38     | Lieutenant Sandy             | Comandante Sandy                  | 20 luglio 2017  | 7 novembre 2017  |                   |
| 30     | 39     | Sauvez Tank                  | Sauvez Tank                       | 21 luglio 2017  | 8 novembre 2017  |                   |
| 31     |        | Paf s’enrhume                |                                   | 21 luglio 2017  | 8 novembre 2017  |                   |
| 32     |        | Il court, il court le colis  |                                   | 24 luglio 2017  | 8 novembre 2017  |                   |
| 33     |        | Une journée de chien         |                                   | 24 luglio 2017  | 8 novembre 2017  |                   |
| 34     |        | Panique toxique              |                                   | 25 luglio 2017  | 9 novembre 2017  |                   |
| 35     |        | Un bon chien                 |                                   | 25 luglio 2017  | 9 novembre 2017  |                   |
| 36     |        | Braquage à la Paf            |                                   | 26 luglio 2017  | 9 novembre 2017  |                   |
| 37     |        | Hypnopiaf                    |                                   | 26 luglio 2017  | 9 novembre 2017  |                   |
| 38     |        | Star en visite               |                                   | 27 luglio 2017  | 9 novembre 2017  |                   |
| 39     |        | Le garde du corps            |                                   | 27 luglio 2017  | 9 novembre 2017  |                   |
| 40     |        | Capuche se fait la belle     |                                   | 28 luglio 2017  | 9 novembre 2017  |                   |
| 41     | 10     | Maxi golf                    | Maxi Golf                         | 28 luglio 2017  | 10 novembre 2017 |                   |
| 42     |        |                              |                                   | 31 luglio 2017  | 10 novembre 2017 |                   |
| 43     |        |                              |                                   | 31 luglio 2017  | 10 novembre 2017 |                   |
| 44     |        |                              |                                   | 1 agosto 2017   | 10 novembre 2017 |                   |
| 45     |        |                              |                                   | 1 agosto 2017   | 10 novembre 2017 |                   |
| 46     |        |                              |                                   | 2 agosto 2017   | 10 novembre 2017 |                   |
| 47     |        |                              |                                   | 2 agosto 2017   | 10 novembre 2017 |                   |
| 48     |        |                              |                                   | 3 agosto 2017   | 10 novembre 2017 |                   |
| 49     |        |                              |                                   | 3 agosto 2017   | 10 novembre 2017 |                   |
| 50     |        |                              |                                   | 4 agosto 2017   | 10 novembre 2017 |                   |
| 51     |        |                              |                                   | 4 agosto 2017   | 11 novembre 2017 |                   |
| 52     |        |                              |                                   | 7 agosto 2017   | 11 novembre 2017 |                   |
| 53     |        |                              |                                   |                 | 11 novembre 2017 |                   |
| 54     |        |                              |                                   |                 | 11 novembre 2017 |                   |
| 55     |        |                              |                                   |                 | 11 novembre 2017 |                   |
| 56     |        |                              |                                   |                 | 11 novembre 2017 |                   |
| 57     |        |                              |                                   |                 | 11 novembre 2017 |                   |
| 58     |        |                              |                                   |                 | 11 novembre 2017 |                   |
| 59     |        |                              |                                   |                 | 11 novembre 2017 |                   |
| 60     |        |                              |                                   |                 | 11 novembre 2017 |                   |
| 61     |        |                              |                                   |                 | 11 novembre 2017 |                   |
| 62     |        |                              |                                   |                 | 11 novembre 2017 |                   |
| 63     |        |                              |                                   |                 | 11 novembre 2017 |                   |
| 64     |        |                              |                                   |                 | 12 novembre 2017 |                   |
| 65     |        |                              |                                   |                 | 12 novembre 2017 |                   |
| 66     |        |                              |                                   |                 | 12 novembre 2017 |                   |
| 67     |        |                              |                                   |                 | 12 novembre 2017 |                   |
| 68     |        |                              |                                   |                 | 12 novembre 2017 |                   |
| 69     |        |                              |                                   |                 | 12 novembre 2017 |                   |
| 70     |        |                              |                                   |                 | 12 novembre 2017 |                   |
| 71     |        |                              |                                   |                 | 12 novembre 2017 |                   |
| 72     |        |                              |                                   |                 | 12 novembre 2017 |                   |
| 73     |        |                              |                                   |                 | 12 novembre 2017 |                   |
| 74     |        |                              |                                   |                 | 12 novembre 2017 |                   |
| 75     |        |                              |                                   |                 | 12 novembre 2017 |                   |
| 76     |        |                              |                                   |                 | 13 novembre 2017 |                   |
| 77     |        |                              |                                   |                 | 13 novembre 2017 |                   |
| 78     |        |                              |                                   |                 | 13 novembre 2017 |                   |